# 天孫降臨
天孫降臨是指日本神道中的太阳女神天照大神的孫子天津彥彥火瓊瓊杵尊，從天降臨葦原中国。降臨之时天照大神授三神器与他約定世代统治日本，这是天壤无穷神敕，是日本人称天孙民族的原因。